# Étoges
Étoges je francouzská obec v departementu Marne v regionu Grand Est. Žije zde 417 obyvatel.

## Geografie

### Sousední obce
| Růžice kompasu |              | Montmort-Lucy | Loisy-en-Brie | Růžice kompasu |
| Růžice kompasu | Congy        | Sever         | Beaunay       | Růžice kompasu |
| Růžice kompasu | Congy        | Étoges        | Beaunay       | Růžice kompasu |
| Růžice kompasu | Congy        | Jih           | Beaunay       | Růžice kompasu |
| Růžice kompasu | Fèrebrianges |               | Vert-Toulon   | Růžice kompasu |